# Non aprite quell'armadio
Non aprite quell'armadio (Monster in the Closet) è un film del 1987 diretto da Bob Dahlin.

## Trama
Nella cittadina di Chestnut Hills, a nord di San Francisco, avvengono misteriosi delitti commessi negli armadi delle vittime. 
Il giornalista Richard Clark indaga su queste morti misteriose, insieme allo "sputacchione" sceriffo Ketchem  e scoprono che i delitti sono commessi da un terribile e feroce mostro, che si nasconde dentro gli armadi.
Ad aiutarli a combattere il mostro si alleano la professoressa Diane Bennett, il suo geniale figliolo soprannominato "Il Professore" e il dottor Pennyworth.

## Distribuzione
Il film è uscito in Italia nel 1990.